# Rutenfest Ravensburg
Das Rutenfest ist ein jährlich vor Beginn der Sommerferien gefeiertes Schüler- und Heimatfest im oberschwäbischen Ravensburg. Die Tradition reicht bis ins 17. Jahrhundert zurück; der erste urkundliche Beleg für den schulischen Brauch „Ruetten gehen“ stammt aus dem Jahr 1645.

## Namensherkunft

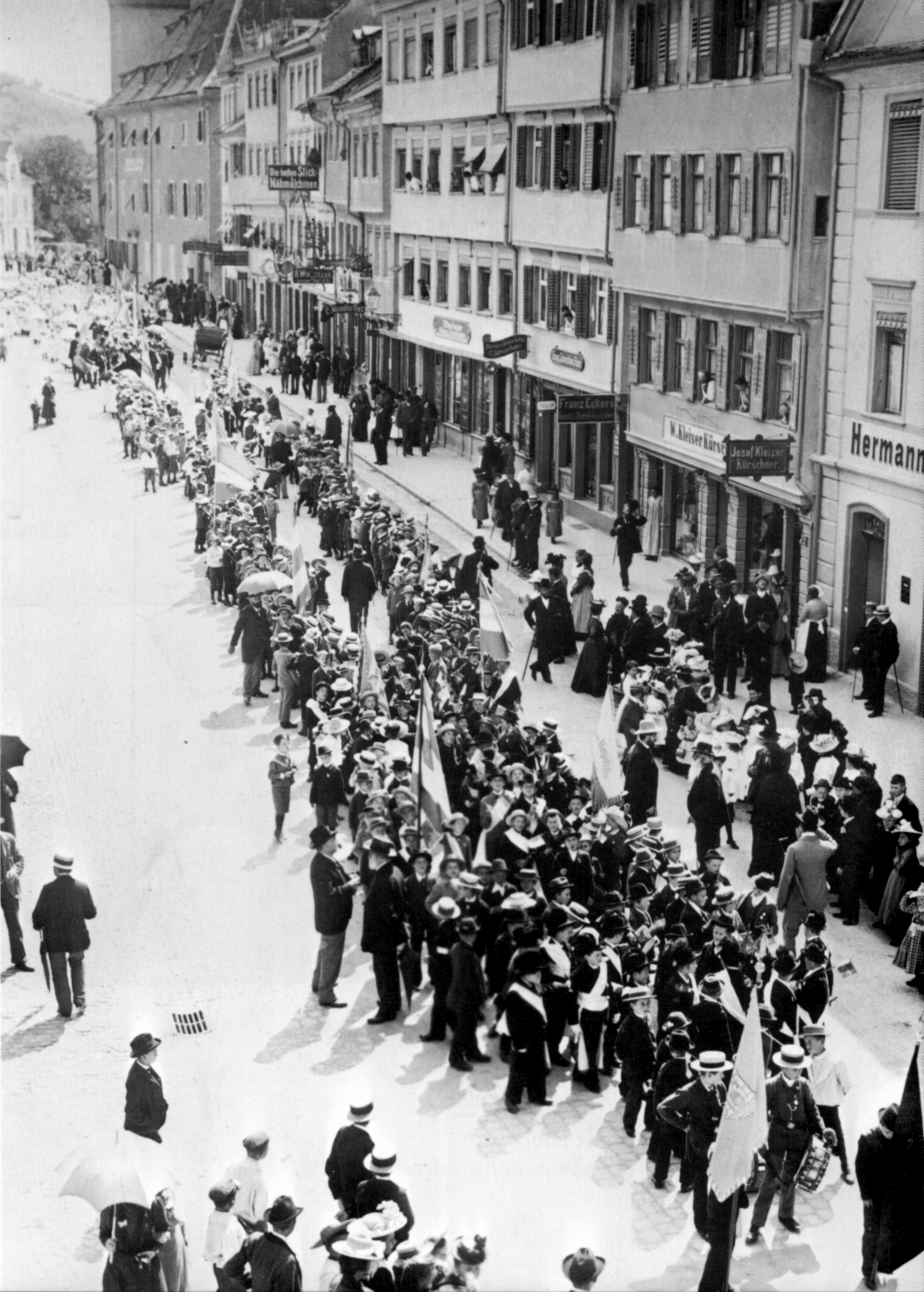
Festzug am Viehmarkt (südlicher Marienplatz) um 1900

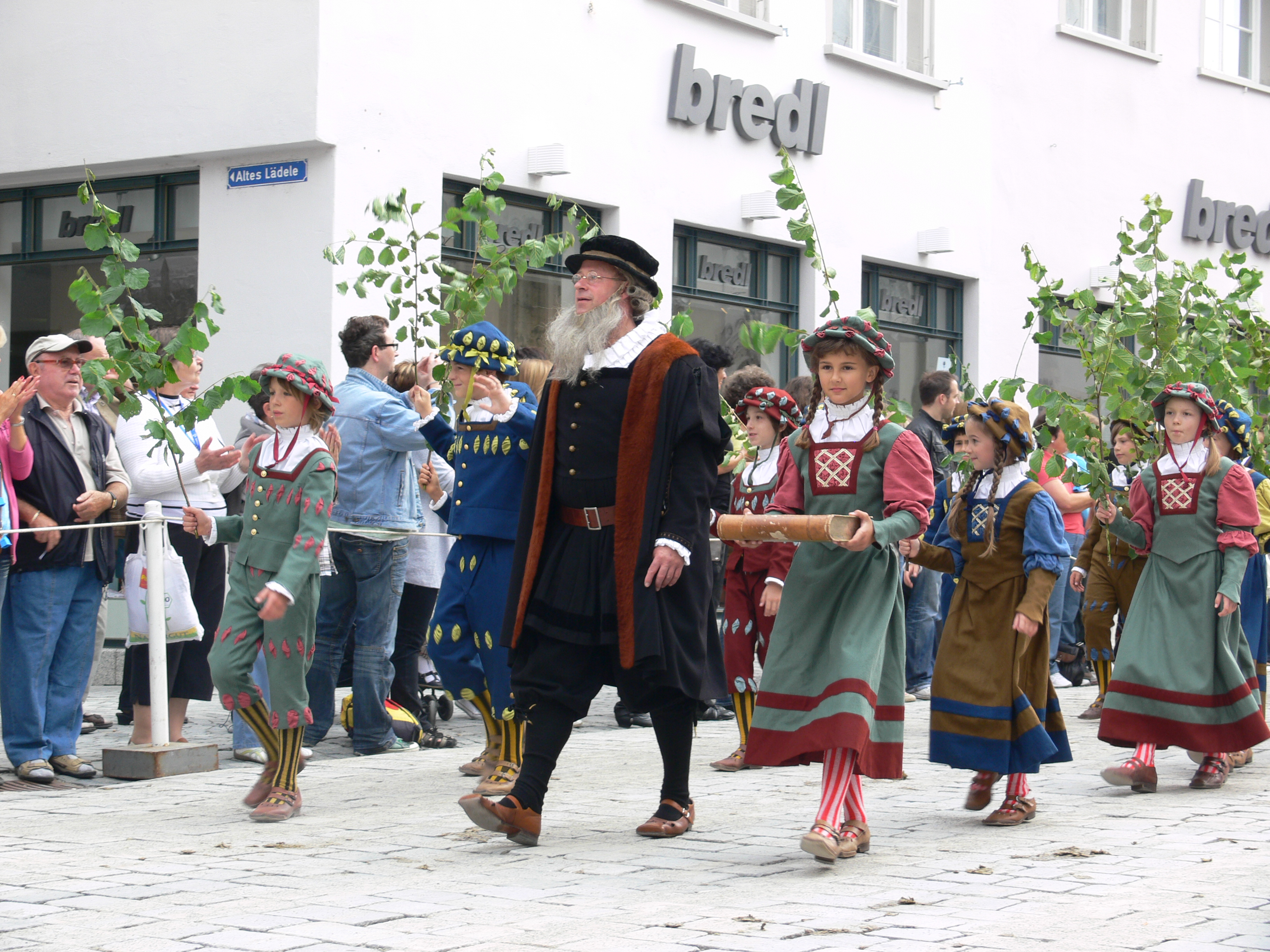
„Rutenkinder“ führen den Festzug am Rutenmontag an

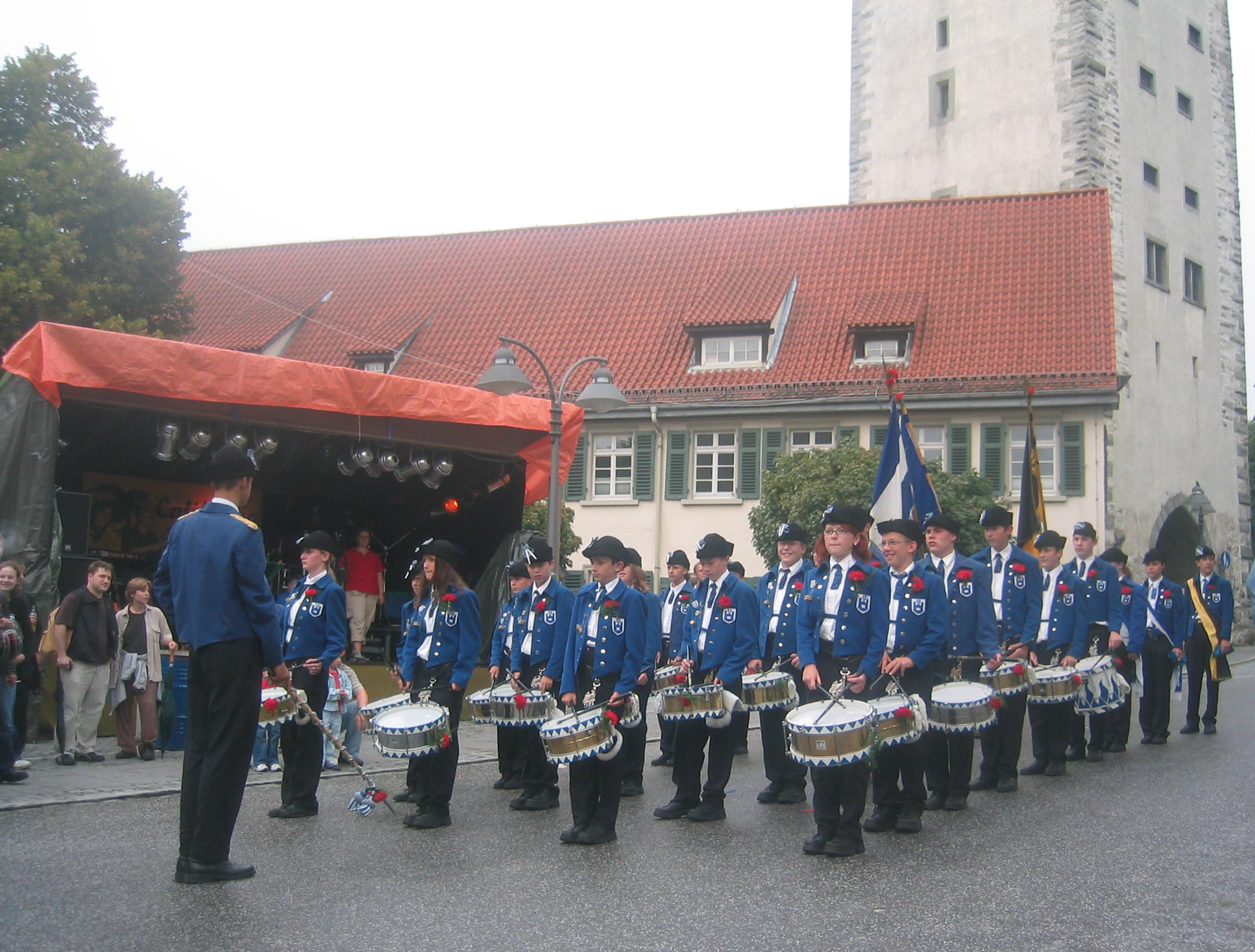
Die Rutentrommler der Ravensburger Hauptschulen, die älteste Trommelgruppe der Stadt

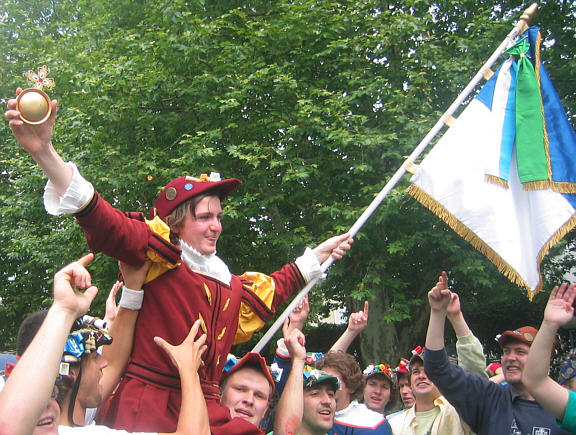
Der Schützenkönig beim Adlerschießen 2004, ein Mitglied der „Landsknechte“

Im süddeutschen Raum gibt es mehrere Schülerfeste, die Rutenfest heißen. Das bekannteste und größte neben dem Ravensburger Rutenfest ist das Ruethenfest in Landsberg am Lech; etwas kleiner ist das Fest in Bopfingen.
Zur Herkunft der Bezeichnung Rutenfest gibt es unterschiedliche Legenden. Beispielhaft stützt sich die folgende Darstellung vor allem auf die in Ravensburg verbreiteten „Erklärungen“.
Die meisten dieser Erklärungen wurden im 19. oder frühen 20. Jahrhundert ersonnen.
Zeitweise sehr beliebt war die Verbindung mit den mittelalterlichen Pestepidemien. Diese Legende behauptet, aus Furcht vor Ansteckung hätten sich die Menschen damals nur mit einer Rute die Hand gegeben. Nach dem Ende der Pest hätten sie ein großes Freuden- und Dankfest gefeiert und gelobt, dieses jedes Jahr zu wiederholen. Das Gelöbnis eines regelmäßig wiederholten Dankfestes allerdings lässt sich als Ursprung anderer Feste zwar durchaus historisch nachweisen – für die konkrete Legende zum Rutenfest lassen sich aber keine historischen Belege ausfindig machen. Auch ein zeitlicher Bezug zwischen dem Auftreten der Pest und den ersten Erwähnungen des Fests lässt sich nicht herstellen. Zudem setzt die Erklärung ein Verständnis von Infektionen und Hygiene voraus, das im Mittelalter jedenfalls in Mitteleuropa so noch nicht existierte. Ein weiterer Mangel dieser Erklärung liegt darin, dass sie keinen Bezug zum Charakter der Rutenfeste als Schülerfeste herstellt.
Eine zweite Erklärung war, dass Schulausflüge ins Grüne, bei denen die Schüler die Ruten für das kommende Schuljahr schneiden sollten, als Festanlass dienten. Diese leicht makaber anmutende Erklärung – dienten die Ruten doch der „Züchtigung“ der Schüler – wird auch heute noch in Veröffentlichungen gerne benutzt, zum Teil mit der Ergänzung versehen, die Rute habe so als „Symbol für den Ernst des Lebens“ gedient.
Historisch richtiger ist wohl die Erklärung, dass im Mittelalter die Rute tatsächlich die Grammatik bzw. die Beherrschung der lateinischen Sprachlehre symbolisierte (vgl. den Artikel Artes liberales), weshalb die Lateinschüler zum Schulabschluss mit der feierlichen Übergabe einer Rute geehrt wurden.
Der seit etwa 1720 belegte traditionsreiche Brauch des Ravensburger Rutenfestes, die Ehrung der besten Schüler der Abschlussklassen an den Hauptschulen als „Oberstköniginnen“ und „Oberstfähnriche“ durch den Oberbürgermeister, fand 2012 zum letzten Mal statt. Seit 2013 werden stattdessen auf Empfehlung der Rutenfestkommission und des Schülerrates besonders sozial engagierte Abschlussschüler aller Schularten als „Oberstköniginnen“ und „Oberstfähnriche“ geehrt.

## Festverlauf
In das fünftägige Rutenfest stecken die Ravensburger überaus großes Engagement. Nicht nur scherzhaft wird das Rutenfest daher gern auch als Ravensburgs „fünfte Jahreszeit“ bezeichnet. Die Türme und Häuser der Altstadt, aber auch Häuser in Wohngebieten und viele Autos sind mit tausenden von Fahnen in den städtischen Farben blau-weiß geschmückt. Trommelgruppen, überwiegend Schüler der Ravensburger Schulen (seit dem 17. Jahrhundert belegt), sowie Fanfarenzüge ziehen durch die Stadt, um bei Anwohnern sowie Freunden und Förderern „anzutrommeln“, so dass die Stadt tagelang von allgegenwärtigem Trommelklang und vielen privaten Gartenfesten geprägt ist.
Die offiziellen Programmpunkte, die von der Rutenfestkommission in Zusammenarbeit mit den Schulen und der Stadtverwaltung veranstaltet werden, ziehen auch viele Besucher aus der Region an.
Höhepunkte des Rutenfests sind
- die Insignienübergabe an das Trommlerkorps der Ravensburger Gymnasien am Rutenfreitag, zusammen mit der Rede des Oberbürgermeisters und des Rutenhauptmanns
- die offizielle Eröffnung mit dem Antrommeln aller Trommlergruppen auf dem Marienplatz am Rutenfreitag
- der Frohe Auftakt auf dem Marienplatz in der Altstadt mit zehntausenden Besuchern am Rutensamstag
- die Vorstellungen des Rutentheaters (seit 1821 als Schülertheater nachgewiesen) im Konzerthaus
- Tanzen – Spielen – Musizieren, Darbietungen von Schülern aller Ravensburger Schulen. Während der Vorführung am Montag werden besonders sozial engagierte Abschlussschüler aller Schularten als „Oberstköniginnen“ und „Oberstfähnriche“ vom Oberbürgermeister ausgezeichnet.
- der Historische Rutenfestzug durch die historische Altstadt Ravensburgs mit rund 5.500 Mitwirkenden am Rutenmontag
- die Schießwettbewerbe für Schüler, deren ältester das vom Trommlerkorps der Gymnasien selbst organisierte Adlerschießen ist (seit 1823 belegt, zuletzt etwa 1.000 Teilnehmer). Beim Adlerschießen schießen Gymnasiasten mit der Armbrust auf die Insignien und Federn eines hölzernen, einköpfigen Reichsadlers; das Schießen wird traditionell vom Fahnenschwinger der Landsknechte eröffnet. Schützenkönig ist der Schütze des Reichsapfels, Schützenkönigin die Schützin des Stadtsiegels. Außerdem gibt es ein Bogenschießen der Realschüler und ein Armbrustschießen der Hauptschüler (Wappenschießen).
- Am Altenschießen alle fünf Jahre nehmen tausende ehemaliger Ravensburger Gymnasiasten aller Altersstufen teil, um bei einem eigenen Schießwettbewerb erneut auf den Adler zu zielen. Auch beim Bogenschießen gibt es inzwischen – gegenüber dem Altenschießen auf den Adler um ein Jahr verschoben – einen eigenen Schießwettbewerb der Ehemaligen. In diesen „Altschützenjahren“ reisen sogar viele nach Übersee ausgewanderte Ravensburger wieder in ihre ehemalige Heimat zurück.

## Termin
Die Vorführungen des Rutentheaters beginnen schon in der Woche vor dem Rutenfreitag, dem letzten Freitag vor den jeweils an einem Donnerstag beginnenden baden-württembergischen Sommerferien.
Das Rutenfest selbst beginnt am Nachmittag des Rutenfreitags und dauert bis zum Abschlussfeuerwerk am darauffolgenden Rutendienstag. Am Rutenmontag und teilweise auch am Rutendienstag sind viele Geschäfte in Ravensburg geschlossen. Die Ravensburger Schulen sind am Montag und Dienstag ebenfalls geschlossen, die Schüler sind jedoch angehalten und teilweise verpflichtet, am Festzug und anderen Veranstaltungen des Rutenfests teilzunehmen. Der Vergnügungspark und die Biergärten und -zelte auf der Kuppelnau sind von Freitagabend bis Dienstagabend geöffnet.
Zwei weitere Veranstaltungen in den Tagen danach beschließen das Rutenfest: Der vom Trommlerkorps veranstaltete „Große Trommlerball“ zieht am Donnerstag etwa 1000 Gäste an. Als letzte offizielle Rutenfest-Veranstaltung findet am Samstagabend nach dem eigentlichen Festwochenende noch ein sogenanntes „Rutenvergraben“ mit Biergarten auf der Veitsburg statt, bei dem alle Rutenfestgruppen nochmals antrommeln.
2020 und 2021 musste das Rutenfest wegen der Corona-Pandemie in Deutschland abgesagt werden.
Das Rutenfest 2024 wird vom 19. bis 23. Juli 2024 gefeiert, das Rutenfest 2025 vom 25. bis 29. Juli 2025.

## Abzeichen
Seit den 1950er Jahren werden Rutenfestabzeichen hergestellt, mit denen man zu allen Rutenfestveranstaltungen (mit Ausnahme des Rutentheaters) Zugang erhält. Seit 1967 wurde jedes Jahr als Abzeichen ein anderes historisches Ravensburger Gebäude aus Kunststoff nachgebildet.
1999 bis 2001 wurde als Abzeichen ersatzweise eine Anstecknadel herausgegeben. Seit 2002 werden wieder die bei Sammlern begehrten Kunststoffnachbildungen verwendet.